# Seznam novarských biskupů
Toto je seznam biskupů novarské diecéze:

## 1. tisíciletí
- Sv. Gaudencius Novarský (397 - 417)
- Sv. Agabius Novarský
- Sv. Vavřinec Novarský
- Diogenes
- Pascenzio
- Simplicianus (zmíněn r. 451)
- Viktor
- Pagacián
- Honoratus (první desetiletí 6. stol.)
- Opilius
- Ambrož I.
- Filacrius (okolo 538 - 553 nebo 554)
- Agnello
- Spettabile
- Marcello
- Severo
- Lupicino
- Probino (Urbano)
- Vigilio
- Flavino o Flaviano
- Pramfronio (Pamfronio)
- Graziano (zmíněn r. 680)
- Probo
- Laureolo
- Leon (7. století)
- Ambrož II.
- Graciosus (zmíněn r. 729)
- Benedikt
- Petr I.
- Sicard
- Tito Levita (okolo 780 - okolo 800)
- Attone (800 - 830)
- Sv. Adalgisius Novarský (830 - 848)
- Oddo I. (848 - 858)
- Deutemiro (858 - 869)
- Notingo (869 - 879)
- Lambert (879 - 881)
- Ernust (Ernulf; 881 - 882)
- Cadult (882 - 891)
- Liuterio (891 - 895)
- Garibaldo (895 - 902)
- Dagiberto (902 - 940)
- Rudolf (940 - 957)
- Petr II. (957 - 964)
- Aupaldo (964 - 993)

## 2. tisíciletí
- Petr III. (993 - 1032)
- Gualbert (1032 - 1039)
- Riprando (1039 - 1053)
- Oddo II. (1054 - 1079)
- Albert (1080 - 1083)
  - Anselm (1083 - okolo 1114) (vzdorobiskup)
  - Eppone (okolo 1114 - 1116) (vzdorobiskup)
- Richard (1116 - 1123)
- Litifredo (1123 - 1151)
- Guglielmo Tornielli (1153 - okolo 1168)
- Guglielmo Faletti (1168 - okolo 1172)
- Bonifác (1172 - 1191)

Otto (okolo 1192 - 1196)
- Petr IV. (1196 - 1209 ?)
  - Gerardo da Sessa, O.Cist. (1209 - 1211) (zvolený biskup)
- Oldeberto Tornielli (1213 - 1235)
- Odemaro Buzio (1235 - 1249)
- Sigebaldo Caballazio (1249 - 1269)
  - Sede vacante (1269-1287)
- Englesio Caballazio, O.F.M. (1287 - 1291)
  - Sede vacante (1291-1296)
  - Matteo Visconti (1291 - 1296) (zvolený biskup)
- Papiniano della Rovere (1296 - 1300)
  - Sede vacante (1300-1303)
- Bartoloměj Quirini (1303 - 1304)
- Uguccio Borromeo (1304 - 1329)
  - Giovanni de Spaim (1329 - ?) (vzdorobiskup)
- Giovanni Visconti (1331 - 1342)
- Guglielmo da Cremona, O.S.A. (1342 - 1356)
- Oldrado Maineri (1356 - okolo 1388)
- Pietro Filargo, O.F.M. (1389 - 1402)
- Giovanni Capogallo, O.S.B. (1402 - 1413)
- Pietro de Giorgi (1413 - 1429)
- Bartolomeo Visconti (1429 - 1457)
- Jacopo Filippo Crivelli (1457 - 1466)
- Bernardo Rossi (1466 - 1468)
- Giovanni Arcimboldi (1468 - 1484)
  - Ascanio Sforza (1484 - 1484) (apoštolský administrátor)
- Gerolamo Pallavicini ( 1485 - 1503)
  - Ascanio Sforza (1503 - 1505) (apoštolský administrátor podruhé)
  - Federico Sanseverino (1505 - 1511) (apoštolský administrátor)
  - Matteo Schiner (1512 - 1516) (apoštolský administrátor)
  - Federico Sanseverino (1516 - 1516) (apoštolský administrátor podruhé)
  - Antonio Maria Ciocchi del Monte (1516 - 1521) (apoštolský administrátor)
  - Matteo Schiner (1521 - 1522) (apoštolský administrátor podruhé)
  - Antonio Maria Ciocchi del Monte (1522 - 1525) (apoštolský administrátor podruhé)
- Ermete Stampa (1525 - 1526)
- Giovanni Angelo Arcimboldi (1526 - 1550)
  - Ippolito II. D'Este ( 1550 - 1551) (apoštolský administrátor)
  - Giulio della Rovere (1551 - 1552) (apoštolský administrátor)
- Giovanni Girolamo Morone (1552 - 1560)
- Giovanni Antonio Serbelloni (1560 - 1574)
- Romolo Archinto (1574 - 1576)
- Gerolamo Ragazzoni (1576 - 1577)
- Pomponio Cotta (1577 - 1579)
- Francesco Bossi (1579 - 1584)
- Gaspare Visconti ( 1584 - 1584)
- Cesare Speciano (1584 - 1591)
- Pietro Martire Ponzone (1591 - 1592)
- Carlo Bascapè, B. (1593 - 1615)
- Ferdinando Taverna (1615 - 1619)
- Volpiano Volpi (1619 - 1629)
- Giovanni Pietro Volpi (1629 - 1636)
- Antonio Tornielli (1636 - 1650)
- Bl. Benedetto Odescalchi (1650 - 1656)
- Giulio Maria Odescalchi, O.S.B. (1656 - 1666)
- Giuseppe Maria Maraviglia, C.R. (1667 - 1684)
  - Sede vacante (1684-1688)
  - Celestino Sfondrati, O.S.B. (1685 - 1686) (zvolený biskup)
- Giovanni Battista Visconti, B. (1688 - 1713)
- Giberto Borromeo ( 1714 - 1740)
- Bernardino Ignazio Roero di Cortanze, O.F.M.Cap. ( 1741 - 1747)
- Giovanni Battista Baratta, C.O. (1748 - 1748)
- Ignazio Rovero Sanseverino ( 1748 - 1756)
- Marco Aurelio Balbis Bertone (1757 - 1789)
  - Sede vacante (1789-1791)
- Carlo Luigi Buronzo del Signore (1791 - 1797)
- Vittorio Filippo Melano, O.P. (1797 - 1813)
  - Sede vacante (1813-1817)
- Giuseppe Morozzo Della Rocca (1817 - 1842)
- Giacomo Filippo Gentile (1843 - 1875)
- Stanislao Eula (1876 - 1886)
- Davide Riccardi (1886 - 1891)
- Edoardo Pulciano (1892 - 1901)
- Mattia Vicario (1901 - 1906)
- Giuseppe Gamba (1906 - 1923)
- Giuseppe Castelli (1924 - 1943)
- Leone Giacomo Ossola, O.F.M.Cap. (1945 - 1951)
- Gilla Vincenzo Gremigni, M.S.C. (1951 - 1963)
- Placido Maria Cambiaghi, B. (1963 - 1971)
- Aldo Del Monte (1972 - 1990)

## 3. tisíciletí
- Renato Corti (1990 - 2011)
- Franco Giulio Brambilla, od 24. listopadu 2011